# Лидино (рекреационная зона)
Лидино — прибрежная рекреационная зона, особо охраняемая природная территория регионального (областного) значения Московской области, которая включает природные комплексы живописных берегов Рузского водохранилища, водоохранных зон и прибрежных защитных полос, примыкающей акватории, лесов вдоль водохранилища, используемые для туристической и пикниковой нестационарной рекреации и нуждающиеся в особом режиме охраны окружающей среды с регулированием антропогенного воздействия, в том числе природные комплексы и объекты имеющее особое природоохранное значение для Московской области:
- прибрежный лесной массив большой площади,
- места произрастания и обитания видов растений и животных, занесенных в Красную книгу Российской Федерации и Красную книгу Московской области.

Цель организации прибрежной рекреационной зоны: сохранение биологического и ландшафтного разнообразия прибрежных природных комплексов, реализация эффективных методов охраны природы и поддержания экологического баланса, упорядочение рекреационного использования.
Местонахождение: Московская область, Рузский городской округ, сельское поселение Ивановское, между деревнями Апухтино, Сумароково, Кокшино, Лидино, Оселье и устьем реки Правая Педня, Хомьяновским заливом Рузского водохранилища. Площадь прибрежной рекреационной зоны составляет 1411 га. Прибрежная рекреационная зона включает территорию, расположенную на правобережье Рузского водохранилища (в том числе кварталы 1—12 Рузского участкового лесничества Звенигородского лесничества и примыкающие к ним залесенные участки, сельскохозяйственные угодья, фрагмент долины реки Правая Педня), и прилегающую акваторию Рузского водохранилища в пределах 100-метровой полосы вдоль береговой линии.
Прибрежная рекреационная зона подразделяется на три функциональные зоны:
1. зону жестких ограничений хозяйственной и рекреационной деятельности (площадь 1183 Га, из 5 кластеров);
2. зону умеренных ограничений хозяйственной и рекреационной деятельности (площадь 5 Га, из 6 кластеров);
3. зону мягких ограничений хозяйственной и рекреационной деятельности (площадь 223 Га) с разделением на две подзоны: интенсивного рекреационного использования (площадь 17 Га, из 2 кластеров) и смешанного использования (площадь 206 Га, из 5 кластеров).

## Описание
Основную площадь прибрежной рекреационной зоны занимают возвышенные грядово-холмистые равнины. Небольшую площадь на северо-востоке у устья залива реки Правая Педня занимают пониженные ровные и слабоволнистые водноледниковые равнины. Осадочная кровля под четвертичными отложениями образована известняками и доломитами карбона с прослоями глин. Абсолютные высоты земной поверхности в пределах сухопутной части прибрежной рекреационной зоны изменяются от 182,5 м (отметка НПУ Рузского водохранилища) до 208,5 м над уровнем моря (максимальная высота моренных холмов).
С поверхности грядово-холмистая равнина сложена покровными суглинками, которые на холмах подстилаются маломощной мореной, а по понижениям — водноледниковыми отложениями. Склоны холмов пологовыпуклые, имеют крутизну 3—6°. В нижних частях склонов холмов у береговой линии Рузского водохранилища отмечаются абразионные осыпные стенки высотой до 2,5—3 м. В межхолмовых понижениях распространены переувлажненные ложбины и замкнутые заболоченные котловины. Центральная часть прибрежной рекреационной зоны относительно повышена по отношению к её южной, северной и восточной оконечностям и представляет собой чередование холмов и западин. Ровная и слабоволнистая водноледниковая равнина, сложенная с поверхности водноледниковыми супесями, занимает пониженное положение в рельефе и имеет уклоны около 1—2°.
Эрозионная сеть в пределах прибрежной рекреационной зоны развита слабо и представлена долиной реки Правой Педни и неглубокими эрозионными долинами балочного типа, идущими от водораздела к Рузскому водохранилищу. По днищам трех долин протекают ручьи — притоки реки Рузы, долина которой заполнена водами водохранилища. Высоты залесенных и задернованных бортов эрозионных долин в их средних частях составляют 4—5 м, ширина днища долин — 3—5 м, вблизи водохранилища глубина долин достигает 15 м, ширина днища — 10 м. Крутизна бортов долин в средних и нижних частях изменяется от 5—10° до 20—25°. Устья долин затоплены водами водохранилища. Участок долины реки Правая Педня протяжённостью около 1 км и шириной до 120 м пролегает вдоль юго-западной границы прибрежной рекреационной зоны. Высота склонов речной долины на данном участке не превышает 10 м. Ширина поймы составляет 30 м.
Через центральную часть прибрежной рекреационной зоны проходит локальный водораздел Рузы и Правой Педни. Линейные водотоки, пролегающие по эрозионным формам, впадают только в Рузское водохранилище. Восточная часть акватории водохранилища в пределах прибрежной рекреационной зоны представляет собой обширную отмель — затопленную плоскую водноледниковую равнину. Наибольшие глубины характерны для центральной и западной частей акватории в границах прибрежной рекреационной зоны, прилегающей к более крутым берегам моренной равнины. У береговой линии здесь отмечаются глубины до 2 метров, а на расстоянии нескольких десятков метров от берега глубина достигает 5—8 м. Глубина заливов, образовавшихся в устьевых частях эрозионных форм, составляет около 2 м.
Гидрологические объекты прибрежной рекреационной зоны представлены, кроме акватории Рузского водохранилища, отрезком реки Правая Педня, тремя ручьями с постоянными водотоками по днищам долин балочного типа, временными водотоками, а также болотами. Ширина русла реки Правой Педни в пределах прибрежной рекреационной зоны не превышает в межень 2 м, глубина составляет не более 1 м. Меженная ширина русел ручьев не превышает 1 м. Постоянный характер ручьи имеют в средних и нижних частях долин. Единственным мелиоративным объектом прибрежной рекреационной зоны является мелиоративная канава, берущая начало от опушки лесного массива и впадающая в реку Правая Педня у деревни Сумароково. Канава пересекает поле и влияет только на его водный режим.
Наибольшее число болот отмечается вблизи водораздела рек Рузы и Правой Педни. Наиболее крупное болото площадью около 15 га расположено в квартале 4 Рузского участкового лесничества. Определённая мощность торфа не превышает 2 м. Единственное незалесенное болото низинного типа площадью менее 1 га расположено в неглубокой замкнутой котловине к востоку от деревни Апухтино севернее квартала 1 Рузского участкового лесничества. Низинное болото площадью не менее 16 га в квартале 10 находится в переходной стадии от болота к заболоченному лесу. В лесном массиве многочисленны заболоченные леса площадью до 3 га, на опушках лесного массива и в замкнутых котловинах на поле у деревни Сумароково представлены заболоченные луга площадью менее 1 га.
В почвенном покрове прибрежной рекреационной зоны преобладают типичные дерново-подзолистые почвы, по понижениям — глееватые. Для восточной оконечности территории, где с поверхности залегают супесчаные отложения, характерны дерново-подзолы иллювиально-железистые. На верховых и низинных болотах сформировались торфяные почвы олиготрофные, эутрофные и их комбинации. Под заболоченными лесами фиксируются также перегнойно-глеевые почвы.

### Флора и растительность
Значительную площадь прибрежной рекреационной зоны занимают влажные и сырые мелколиственные леса с участием осины, березы, ели, ольхи серой, ольхи чёрной, черемухи и ивы козьей, а также елово-березовые леса. В них вкраплены старые ельники, посадки ели, низинные осоковые, осоково-камышовые, ивняковые таволговые, тростниковые и вейниково-осоковые болота разного размера, поляны и прогалины с низинными лугами. Реже встречаются пушицево-сфагновые болота с багульником. В южной и юго-западной частях прибрежной рекреационной зоны к лесному массиву прилегают открытые пространства полей и залежей.
В состав лесов прибрежной рекреационной зоны входят полностью кварталы 1—12 Рузского участкового лесничества Звенигородского лесничества, а также небольшие участки лесов по краям данных кварталов и между полями и мелколиственные леса в долине реки Правой Педни.
Участки старозрастных еловых лесов с березой и осиной лещиновые, местами с участием ольхи серой, папоротниково-широкотравные, чернично-широкотравные и хвощево-широкотравные имеются в лесных кварталах 4, 5, 7, 9, 10, 11. В подросте преобладают рябина, осина, черемуха. Из кустарников кроме лещины встречаются жимолость и крушина. В травяном покрове таких старовозрастных еловых лесов представлены типичные виды широкотравья: зеленчук, копытень, сныть, звездчатка жестколистная, а также растения еловых тенистых лесов: майник, вороний глаз, кислица, цирцея альпийская. В более влажных местообитаниях к этим видам добавляются хвощи, кочедыжник и скерда болотная. По просекам часто произрастают виды растений не внесенные в Красную книгу Московской области, но нуждающиеся на территории области в постоянном контроле и наблюдении: купальница европейская и пальчатокоренник Фукса. В данных лесах повсеместно фиксируется ветреница дубравная, единично произрастает подлесник европейский — два вида растений, занесенных в Красную книгу Московской области.
Одними из наиболее ценных естественных лесов прибрежной рекреационной зоны являются елово-березовые и березово-еловые старовозрастные леса с подростом ели, рябины и черемухи кислично-хвощево-папоротниковые с широкотравьем, живучкой, вербейником монетчатым. Участки таких лесов сохранились в полосе шириной до 0,5 км вдоль береговой линии Рузского водохранилища. Диаметр стволов ели и березы здесь составляет 40—45 см, а осины — до 60 см.
Производными на месте еловых лесов являются старые березняки и осинники с единичными старыми елями лещиновые папоротниково-широкотравные, волосистоосоковые и чернично-широкотравные с кислицей, ветреницей дубравной, зеленчуком, осокой пальчатой, снытью, звездчаткой жестколистной. В них встречаются также осока лесная, овсяница гигантская, медуница, бор развесистый, коротконожка лесная и папоротники.
Среди этих лесов есть участки чистых ельников лещиновых волосистоосоковых и ельников кислично-чернично-папоротниковых. Здесь растут рамишия (ортилия), костяника, мицелис постенный, пырей собачий, фегоптерис связывающий, голокучник Линнея, развит покров из зеленых таёжных мхов. В этих лесах произрастает уязвимая в области земляника мускусная.
На небольших участках чернично-зеленомошных и чернично-долгомошных еловых с березой лесов встречаются таёжные виды — майник, брусника, седмичник, ожика волосистая, есть можжевельники высотой менее 2 м.
Старовозрастные разреженные березняки с участием сосны, ели, а во втором ярусе — дуба и рябины разнотравно-злаковые отмечены по склонам на берегах Рузского водохранилища. Из кустарников в них встречаются лещина, бересклет бородавчатый и крушина ломкая. В травяном покрове обильны злаки, ястребинка зонтичная, вероника дубравная, золотарник, встречается уязвимый колокольчик персиколистный.
Березовые крушиновые влажнотравные леса из березы пушистой довольно разрежены и имеют значительный возраст (60—70 лет). В них много крушины ломкой, рябины, встречается ольха серая, местами — ольха чёрная. В травяном покрове преобладают виды влажнотравья: хвощ луговой, герань болотная, бодяк разнолистный, скерда болотная, кочедыжник женский, вербейник обыкновенный, осока опушенная.
Осинники широкотравно-влажнотравные вкраплены в различные типы леса, но по берегам водохранилища по соседству с березово-еловыми сообществами встречаются намного чаще, чем на остальной территории.
Посадки ели с участием бузины, малины представлены редкотравными вариантами с участием видов влажнотравья, живучки и сорных лесов. В средне — и старовозрастных лесокультурах развит подлесок из рябины.
Наиболее крупное в пределах прибрежной рекреационной зоны кустарничково-пушицево-сфагновое болото расположено в квартале 4 Рузского участкового лесничества. Болото окружено узкой полосой заболоченного чернично-долгомошного елового леса. По краю болота растут кустарниковые ивы, береза пушистая, имеются мочажины, заполненные водой, участки осоково-тростниковых болот с хвощем речным, вахтой трехлистной, сабельником, тиселинумом и вербейником обыкновенным. Основная часть болота в квартале 4 представляет собой березовое кустарничково-пушицево-сфагновое сообщество с клюквой, обильным багульником. Березы имеют диаметр стволов 5—15 (до 17) см, высота деревьев 4—7 м в среднем. Сосна встречается очень редко. Кроме пушицы доминирует осока шароколосая. К северу и западу от большого болота в квартале 4 сходные по составу растительности болота площадью до 3 га имеются в кварталах 4 и 5.
От болота в квартале 4 на север через кварталы 4 и 5 идет полоса заболоченного пушистоберезового пушицево-осоково-сфагнового леса (высота берез 4—7 м) с кустарниковыми ивами с пушицей влагалищной, реже — многоколосковой, осокой волосистоплодной. К северо-западу от болота в квартале 4 расположен аналогичный пушицево-осоково-сфагновый лес с участками, где много тростника. Здесь березы имеют высоту 15—18 м. Из осок доминируют волосистоплодная и шароколосая, а из кустарничков встречается только клюква.
В более влажных местообитаниях здесь встречаются березняки крушиново-ивняковые заболоченные с вейником сероватым, вербейниками, тростником, вероникой длиннолистной, осокой дернистой, таволгой и щучкой.
Заболоченные черноольхово-березовые ивняково-крушиновые с черемухой и рябиной влажнотравные леса с таволгой, камышом лесным и осоками встречаются в понижениях в восточной части лесного массива в кварталах 11, 12. Здесь растут калужница болотная, вероника длиннолистная, вербейники, кочедыжник женский, гравилат речной, бодяк огородный, шлемник болотный, паслен сладко-горький, сабельник болотный, уязвимая в области купальница европейская. Среди этих лесов имеются участки черноольшаников осоково-таволговых, лесные болотца ивняково-таволговые с вейником сероватым и камышом и поляны разного размера.
На низинном лесном болоте в квартале 10 сформировался молодой березовый лес с участием ольхи серой ивняково-крушиновый осоково-белокрыльниково-серовейниковый с тростником, белокрыльником болотным, вербейником обыкновенным, шлемником болотным, сабельником, тиселинумом болотным, зюзником европейским, фиалкой лысой, пятнами сфагновых мхов. Диаметр стволов березы достигает 20 см. На кочках встречаются черника, брусника, майник, грушанки, голокучник Линнея. В центральной части болота сфагновые мхи, тростник и вейник сероватый становятся массовыми.
На ивняковом болоте на краю леса у границы кварталов 11 и 12, имеющем следы мелиорации и добычи торфа, преобладают таволга, камыш лесной, осока опушенная, вербейник обыкновенный, дербенник иволистный, двукисточник, тростник и вейник сероватый. По периферии болота растут кустарниковые ивы, обильны таволга вязолистная, лисохвост луговой, камыш лесной, вейник сероватый, крапива. Встречаются купальница европейская и осока пузырчатая. В центре болота имеются группы кустарниковых ив — трехтычинковой и пятитычинковой, а также невысокие ивы ломкие. Обильны камыш лесной, осока лисья, двукисточник. Группами растут тростник, вероника длиннолистная, вейник сероватый, таволга, хвощ речной.
В краевой части низинного болота к северу от квартала 1 доминируют вейник сероватый, двукисточник, лисохвост луговой, таволга и гравилат речной, пятнами растет вахта трехлистная. В пределах болота четко выделяются пятна осоково-сабельниковые, сабельниково-осоковые и хвощево-сабельниково-осоковые. В самой старой центральной части болота есть березы и сфагновые мхи.
В леса, произрастающие вблизи водораздела Рузы и Правой Педни, также вкраплены небольшие (до 1 га) низинные болотца с таволгой, щучкой, осокой пузырчатой, осокой буроватой, тиселинумом, сфагновыми мхами и кустарниковыми ивами.
В долине Правой Педни и эрозионных долинах развиты сероольшаники с черемухой крапивно-таволговые. В долинах также встречаются ива козья, береза, осина, хмель, малина, двукисточник, бодяк огородный, гравилат речной, череда трехраздельная, кострец безостый, купырь, ветреница лютичная, хохлатка плотная, уязвимый в области колокольчик широколистный. По бортам эрозионных долин к мелколиственным породам примешивается ель.
По плоским берегам водохранилища на восточной оконечности прибрежной рекреационной зоны растут осина, береза, черемуха, ива белая, хмель, крапива, вербейник обыкновенный, паслен сладко-горький. К воде выходят заросли тростника и двукисточника. На мелководьях доминируют горец земноводный, частуха и сусак зонтичный.
Сырой разнотравно-влажнотравно-хвощевый луг на границе с низинным болотом и лесами кварталов 11, 12 отличается обилием хвоща болотного, лютика едкого, лугового чая, вероники дубравной, манжетки, незабудки болотной, василька лугового, подмаренника мягкого, гравилата речного. В травяном покрове постоянны: колокольчик раскидистый, вероника длиннолистная, вербейник обыкновенный, герань болотная, дудник, лапчатка калган.
На заболоченных щучково-разнотравно-влажнотравных лугах лесных полян много герани болотной, зверобоя, вейника сероватого, валерианы, подмаренника мягкого, ежи, пырея ползучего, осоки опушенной, сивца лугового, буквицы, щучки.
Между кварталами 1, 2, 5, 7, 8, 11 и Рузским водохранилищем много зарастающих залежей на месте сеяных, ранее косимых лугов. Участки бывших сенокосов среди леса представлены в настоящее время разнотравно-злаковыми лугами с доминированием полевицы тонкой. На опушках обилен клевер средний, трясунка, марьянник дубравный, овсяница луговая. На этих лугах имеется редкий подрост березы, ивы козьей и ольхи серой высотой 1—1,5 м. На нарушенных участках обильна крапива.
В этой же части прибрежной рекреационной зоны также представлены разнотравно-луговоовсяницевые луга, сформировавшиеся на месте бывших сельскохозяйственных угодий. Луга сильно заросли ольхой серой, черемухой, ивой козьей, березой и осиной. На некоторых разнотравно-злаковых зарастающих лугах к северу и западу от квартала 1 среди молодых деревьев произрастают земляника, пальчатокоренник Фукса, колокольчик персиколистный и любка двулистная. В квартале 8 на опушке леса зафиксирован тимьян блошиный. Последние четыре вида растений не внесены в Красную книгу Московской области, но нуждаются на территории области в постоянном контроле и наблюдении.
Обширные зарастающие ольхой серой, осиной, ивой козьей и березой залежные сорнотравно-злаковые луга примыкают к южной и восточной опушкам лесного массива.
Прибрежные ивняки по берегам водохранилища образованы подростом ивы ломкой, ивой пятитычинковой и трехтычинковой, в травяном покрове обильна осока чёрная. В зоне сработки уровня водохранилища имаются обширные тростниковые крепи, в воде растут рдесты: плавающий, блестящий, гребенчатый, стрелолист обыкновенный, сусак зонтичный, лютик жестколистный.
Между лесным массивом и деревнями Лидино и Сумароково имеются поля и пашни, занятые под сельскохозяйственные культуры.

### Фауна
Животный мир прибрежной рекреационной зоны отличается хорошей сохранностью и репрезентативностью для природных сообществ запада Московской области. В границах прибрежной рекреационной зоны зафиксировано обитание 102 видов позвоночных животных, относящихся к 24 отрядам 5 классов, в том числе не менее 13 видов рыб, 4 вида амфибий, 1 вид рептилий, 67 видов птиц и 16 видов млекопитающих.
Ихтиофауна прибрежной рекреационной зоны типична для водохранилищ Москворецкого водоисточника. В состав ихтиофауны Рузского водохранилища на участке прибрежной рекреационной зоны из аборигенных видов рыб входят: плотва, окунь речной, уклейка, густера, лещ, ёрш, судак, щука. Реже встречаются язь, линь, жерех обыкновенный, налим. В прошлые десятилетия водохранилище активно зарыблялось неаборигенными видами рыб, включая карпа, речного угря, некоторых видов семейства Сиговые, самовоспроизводство которых в водохранилище невозможно. Ручьи и река Правая Педня в составе прибрежной рекреационной зоны мелководны, поэтому в них отмечено постоянное обитание только плотвы и окуня, и только на самых глубоких участках. В то же время ручьи и река Правая Педня служат нерестилищами для некоторых видов рыб.
Протяженные мелководья водохранилища с крепями из тростника и ивы в границах прибрежной рекреационной зоны служат важными участками нереста и нагула молоди многих аборигенных видов рыб водохранилища.
Основу фаунистического комплекса наземных позвоночных животных составляют виды, характерные для лиственных и смешанных лесов Нечернозёмного центра России. Доминируют виды, экологически связанные с древесно-кустарниковой растительностью. В границах прибрежной рекреационной зоны выделяются четыре основных ассоциации фауны (зооформации): зооформация лиственных лесов; зооформация хвойных лесов; зооформация водно-болотных местообитаний; зооформация лугово-полевых местообитаний.
Лесная зооформация лиственных лесов, представленная в березняках, осинниках, ольшаниках и смешанных хвойно-мелколиственных лесах занимает преобладающую часть прибрежной рекреационной зоны, преобладают выходцы из европейских широколиственных лесов, включая такие виды, как зарянка, чёрный дрозд, вяхирь, большая синица, лазоревка, славка-черноголовка, мухоловка-пеструшка, европейская косуля.
Именно в этом типе местообитаний прибрежной рекреационной зоны по опушкам березовых лесов зафиксирован седой дятел, занесенный в Красную книгу Московской области. На опушках мелколиственно-еловых и мелколиственных лесов в восточной и центральной частях прибрежной рекреационной зоны зафиксирован вид бабочек, занесенный в Красную книгу Московской области — многоцветница черно-желтая, а также редкий и уязвимый вид бабочек — орденская лента голубая.
На участках высокоствольных ельников, насаждений с участием сосны и в хвойно-мелколиственных лесах основу населения составляют типичные «хвойнолюбивые» виды, а также виды смешанных лесов. К таким видам относятся: рыжая полёвка, белка, рябчик, желна, зяблик, пеночка-весничка, пеночка-теньковка, певчий дрозд, рябинник, белобровик, иволга, ворон, желтоголовый королек, буроголовая гаичка. Именно в этом типе местообитаний зафиксирована кедровка — вид птиц, занесенный в Красную книгу Московской области. На опушке сырого елово-березового леса зафиксирована медведица-госпожа — редкий вид бабочек, занесенный в Красную книгу Московской области.
Во всех типах лесов прибрежной рекреационной зоны обитают широко распространенные виды животных: тетеревятник, перепелятник, обыкновенная кукушка, большой пёстрый дятел, обыкновенный поползень, обыкновенный снегирь, сойка, заяц-беляк, ласка, горностай, лесная куница, лисица обыкновенная, лось, кабан.
В водно-болотных местообитаниях по берегам водохранилища, долинам ручьев, болотам и на участках заболоченных лесов много травяных, остромордых и озерных лягушек. Из птиц на акватории водохранилища и в прибрежных тростниковых зарослях обычны: кряква, чирки трескунок и свистунок, широконоска, чомга, или большая поганка, сизая, озерная и серебристая чайки, болотный лунь, серая цапля, болотная камышовка, камышовая овсянка. Именно в этих биотопах обитают серощекая поганка и чёрный коршун — два вида птиц, занесенных в Красную книгу Московской области. Чёрный коршун активно использует в качестве кормовой территории также поля и залежи к северу от деревни Сумароково. В зарослях прибрежных кустарников обычны соловей, сорока обыкновенная, длиннохвостая синица. Вблизи береговой линии Рузского водохранилища зафиксированы редкие виды бабочек: переливница малая и адмирал. Из млекопитающих в этих местообитаниях обитают норка американская, чёрный хорь, лисица обыкновенная, кабан, речной бобр и водяная полёвка. На верховом болоте в квартале 4 зафиксирован махаон — вид бабочек, занесенный в Красную книгу Московской области.
Зооформация луговых местообитаний играет важную роль в поддержании биоразнообразия территории. В основном этот тип животного населения связан с зарастающими сельскохозяйственными полями, лесными полянами и опушками. Характерными обитателями открытых местообитаний прибрежной рекреационной зоны являются: канюк, пустельга, чибис, лесной конёк, белая трясогузка, обыкновенный скворец, сорока. В этих местообитаниях с невысокой численностью обитают тетерев и перепел. Среди млекопитающих в этих сообществах отмечены крот европейский, обыкновенная полёвка, лисица обыкновенная, кабан. В этом типе местообитаний зафиксирован малый подорлик, занесённый в Красную книгу Российской Федерации и в Красную книгу Московской области. Здесь же зафиксировано обитание ещё несколько видов птиц, занесенных в Красную книгу Московской области: обыкновенного осоеда, лугового луня, белого аиста и серого журавля. На влажных лугах вблизи опушек отмечен червонец непарный (вид бабочек занесен в Красную книгу Московской области).
К окраинам населённых пунктов, соседствующих с территорией прибрежной рекреационной зоны, тяготеют деревенская ласточка, серая ворона, обыкновенная каменка, белая трясогузка и некоторые перечисленные выше луговые виды.
На территории прибрежной рекреационной зоны отмечено обитание 24 редких, в том числе 13 охраняемых в Московской области видов животных. Из них один вид животных — малый подорлик — занесен в Красную книгу Российской Федерации и в Красную книгу Московской области. Ещё 12 видов (белый аист, кедровка, луговой лунь, осоед, седой дятел, серощекая поганка, серый журавль, чёрный коршун, махаон, медведица-госпожа, многоцветница чёрно-желтая, червонец непарный) занесены в Красную книгу Московской области. Кроме охраняемых видов отмечено обитание иных редких и уязвимых видов, не включенных в Красную книгу Московской области, но нуждающихся на территории области в постоянном контроле и наблюдении (линь, жерех обыкновенный, европейская косуля, перепел, тетерев, пустельга, серебристая чайка, адмирал, орденская лента голубая, переливница малая).

### Рекреационное использование
Прибрежная рекреационная зона охватывает единственный крупный лесной массив на берегах Рузского водохранилища, протянувшийся вдоль южного берега более чем на 6 км, что привлекает сюда любителей отдыха на природе. На территории прибрежной рекреационной зоны практикуется нестационарная пикниковая рекреация, туризм с долговременным проживанием в палатках, прогулочный отдых. Отдых не регулируется и осуществляется исключительно стихийно. Рекреационное использование территорий и акваторий нуждается в упорядочивании.
Нестационарным туризмом с проживанием в палатках и пикниковым отдыхом у воды охвачено порядка 5 процентов площади прибрежной рекреационной зоны, ещё 10 % площади используется нерегулярно. Пеший прогулочный отдых осуществляется практически по всей территории, по тропам, грунтовым дорогам. В пределах прибрежной рекреационной зоны осуществляются пешие, велосипедные прогулки, сбор грибов, зимой лыжные прогулки, в том числе по льду Рузского водохранилища. В зимнее время на акватории водохранилища осуществляется любительское рыболовство, не носящее в границах прибрежной рекреационной зоны массового характера. Лесной массив, поля и залежи активно используются для любительской охоты.
Долговременные туристические стоянки прибрежной рекреационной зоны приурочены к лесному берегу водохранилища в части, относительно удаленной от населённых пунктов. Вдоль берега имеется шесть участков, постоянно используемых для проживания в палатках. Значительная часть отдыхающих, прежде всего туристов, проживающих в палатках, прибывает на эти участки по воде, приплывая на весельных лодках, байдарках, иногда катерах. Пикниковая нестационарная рекреация (отдых одного дня) сосредоточена в иных местах — на противоположных, северо-западной и северо-восточной оконечностях, прибрежной рекреационной зоны — к востоку от деревни Апухтино и северу от деревни Оселье. Для этого вида отдых обычно используется автотранспорт.

## Объекты особой охраны прибрежной рекреационной зоны
Охраняемые экосистемы: еловые леса с березой и осиной лещиновые, местами с участием ольхи серой, папоротниково-широкотравные, чернично-широкотравные и хвощево-широкотравные, елово-березовые и березово-еловые старовозрастные леса с подростом ели, рябины и черемухи кислично-хвощево-папоротниковые с широкотравьем, еловые и березово-еловые лещиновые волосистоосоковые, кислично-чернично-папоротниковые, чернично-зеленомошные и чернично-долгомошные леса, верховые кустарничково-пушицево-сфагновые болота, пушистоберезовые пушицево-осоково-сфагновые леса, черноольхово-березовые леса ивняково-крушиновые с черемухой и рябиной влажнотравные, черноольшаники осоково-таволговые, низинные лесные болота ивняково-таволговые с вейником сероватым и камышом, осоково-сабельниковые, сабельниково-осоковые и хвощево-сабельниково-осоковые, сероольшаники с черемухой крапивно-таволговые, прибрежные ивовые и тростниковые сообщества.
Места произрастания и обитания охраняемых в Московской области, а также иных редких и уязвимых видов растений и животных, зафиксированных в прибрежной рекреационной зоне и перечисленных ниже, а также местообитания перепела, тетерева и косули европейской.
Охраняемые в Московской области, а также иные редкие и уязвимые виды растений:
- виды, занесенные в Красную книгу Московской области: ветреница дубравная, подлесник европейский;
- редкие и уязвимые виды, не занесенные в Красную книгу Московской области, но нуждающиеся на территории области в постоянном контроле и наблюдении: земляника мускусная, купальница европейская, колокольчик широколистный, колокольчик персиколистный, любка двулистная, пальчатокоренник Фукса, тимьян блошиный.

Охраняемые в Московской области, а также иные редкие и уязвимые виды животных:
- охраняемый в Российской Федерации вид, занесенный в Красную книгу Российской Федерации и в Красную книгу Московской области — малый подорлик;
- виды, занесенные в Красную книгу Московской области: белый аист, кедровка, луговой лунь, осоед, седой дятел, серощекая поганка, серый журавль, чёрный коршун, махаон, медведица-госпожа, многоцветница черно-желтая, червонец непарный;
- редкие и уязвимые виды, не занесенные в Красную книгу Московской области, но нуждающиеся на территории области в постоянном контроле и наблюдении: линь, жерех, налим, европейская косуля, перепел, тетерев, пустельга, серебристая чайка, адмирал, орденская лента голубая, переливница малая.